# Ocnița, Stînga Nistrului
Ocnița este un sat din Unitățile Administrativ-Teritoriale din Stînga Nistrului (Transnistria), Republica Moldova.
În sat este amplasat izvorul din satul Ocnița, o arie protejată din categoria monumentelor naturii de tip hidrologic.
Conform recensământului din anul 2004, populația localității era de 815 locuitori, dintre care 19 (2.33%) moldoveni (români), 787 (96.56%) ucraineni si 8 (0.98%) ruși.